# Shady XV
Albums de Shady Records
Eminem Presents: The Re-Up
(2006)
Albums d'Eminem
The Marshall Mathers LP 2
(2013) Southpaw soundtrack
(2015)
Singles
1. Guts Over Fear
Sortie : 25 août 2014
2. Y'all Ready Know
Sortie : 3 novembre 2014
3. Detroit vs. Everybody
Sortie : 11 novembre 2014

Shady XV est un album compilation de Shady Records, paru le 24 novembre 2014, marquant les quinze ans de la création du label ainsi que la sortie de The Slim Shady LP.
Il s'agit d'un double album : un premier disque composé de titres inédits des artistes de Shady Records (Eminem, Slaughterhouse, Yelawolf et D-12, Bad Meets Evil, etc.) et un CD « best of » réunissant les plus grands hits du label tels que In da Club de 50 Cent ou encore Lose Yourself d'Eminem,.

## Sortie
La sortie de cet album est annoncée le 25 août 2014 avec la publication d'un premier single, Guts Over Fear, un an exactement après la sortie de Berzerk, le 25 août 2013, qui annonçait également la sortie de l'album solo d'Eminem, The Marshall Mathers LP 2.

## Singles
Le 24 août 2014, Eminem révèle le premier single Guts Over Fear, en duo avec Sia. Le second single, Y'all Ready Know de Slaughterhouse, sort le 4 novembre 2014.  

## Critique
Les critiques sont assez partagées envers l'album. Sur l'agrégateur Metacritic, Shady XV obtient une moyenne de 59/100. Samantha O’Connor de Exclaim! écrit que « pour les fans purs et durs de Shady, Shady XV est suffisant. Mais pour ceux qui recherchent de la nostalgie et le style du début du règne de Shady, il est préférable de passer au-delà des titres inédits et d'aller directement vers les classiques ». Pour Homer Johnsen du site HipHopDX « certains titres frôlent la perfection [...] les autres sont assez solides ».  

## Polémique
Dans le titre Vegas, Eminem sous entend de violer la jeune rappeuse australienne Iggy Azalea :
« If I let you run alongside the Humvee. Unless you’re Nicki, grab you by the wrist, let’s ski. So what’s it gonna’ be? Put that shit away Iggy. You don’t wanna blow that rape whistle on me. Scream! I love it. ‘Fore I get lost with the gettin’ off »
— Eminem, Vegas

« Si je te laisse courir à côté de mon Humvee. À moins que tu ne sois Nicki, je t’attrape par le poignet et on ira skier. Qu’est-ce que ça va donner ? Emmène ta merde loin de moi Iggy. Tu ne veux pas utiliser ce sifflet anti viol sur moi. Crie ! J’adore ça. Jusqu’à ce que je perde le contrôle en jouissant »

— Eminem, traduction en français d'un passage de Vegas
La jeune rappeuse ne s'est pas laissée abattre et a répondu à ses attaques sur le réseau social Twitter.

## Liste des titres

### 1erdisqueDisc X
| 1.    | Shady XV              | Eminem                                        | Eminem                                                              | 5:01 |
| 2.    | Psychopath Killer     | Boi-1da, Just Blaze (co), The Maven Boys (co) | Slaughterhouse feat. Eminem & Yelawolf                              | 5:19 |
| 3.    | Die Alone             | Eminem, Luis Resto (add.)                     | Eminem feat. Kobe                                                   | 3:36 |
| 4.    | Vegas                 | Eminem, Luis Resto (add.)                     | Bad Meets Evil                                                      | 5:36 |
| 5.    | Y'all Ready Know      | DJ Premier                                    | Slaughterhouse                                                      | 3:51 |
| 6.    | Guts Over Fear        | Emile Haynie, John Hill, Eminem (co)          | Eminem feat. Sia                                                    | 5:01 |
| 7.    | Down                  | Conrad Clifton                                | Yelawolf                                                            | 3:26 |
| 8.    | Bane                  | Mr. Porter, Marv Won (co)                     | D12                                                                 | 4:24 |
| 9.    | Fine Line             | Eminem, Luis Resto (add.)                     | Eminem                                                              | 5:07 |
| 10.   | Twisted               | Eminem, Luis Resto (add.)                     | Skylar Grey, Eminem, Yelawolf                                       | 4:59 |
| 11.   | Right for Me          | Eminem, Luis Resto (add.)                     | Eminem                                                              | 4:57 |
| 12.   | Detroit vs. Everybody | Statik Selektah, Eminem                       | Eminem, Royce da 5'9", Big Sean, Danny Brown, Dej Loaf, Trick-Trick | 5:57 |
| 57:14 |                       |                                               |                                                                     |      |

| Titre bonus Europe | Titre bonus Europe | Titre bonus Europe | Titre bonus Europe | Titre bonus Europe | Titre bonus Europe | Titre bonus Europe | Titre bonus Europe | Titre bonus Europe | Titre bonus Europe |
| No                 | Titre              | Musique            | Interprète(s)      | Durée              |                    |                    |                    |                    |                    |
| ------------------ | ------------------ | ------------------ | ------------------ | ------------------ | ------------------ | ------------------ | ------------------ | ------------------ | ------------------ |
| 13.                | Till It's Gone     | WillPower          | Yelawolf           | 4:36               |                    |                    |                    |                    |                    |
| 61:50              |                    |                    |                    |                    |                    |                    |                    |                    |                    |

### 2edisqueDisc V
| No  | Titre                                                      | Musique                        | Interprète(s)                                          | Durée |
| --- | ---------------------------------------------------------- | ------------------------------ | ------------------------------------------------------ | ----- |
| 1.  | I Get Money (tiré de Curtis)                               | Apex                           | 50 Cent                                                | 3:43  |
| 2.  | Purple Pills (tiré de Devil's Night)                       | Eminem, Jeff Bass              | D12                                                    | 5:04  |
| 3.  | Lose Yourself (tiré de 8 Mile Soundtrack)                  | Eminem, Jeff Bass, Luis Resto  | Eminem                                                 | 5:26  |
| 4.  | Cry Now (Shady Remix) (tiré de Eminem Presents: The Re-Up) | Witt and Pep                   | Obie Trice, Kuniva, Bobby Creekwater, Ca$his, Stat Quo | 5:09  |
| 5.  | Let's Roll (tiré de Radioactive)                           | The Audibles, Mr. Pyro, Eminem | Yelawolf feat. Kid Rock                                | 3:54  |
| 6.  | Hammer Dance (tiré de Welcome to: Our House)               | Araab Muzik, Eminem            | Slaughterhouse                                         | 3:43  |
| 7.  | P.I.M.P. (tiré de Get Rich or Die Tryin')                  | Mr. Porter                     | 50 Cent                                                | 4:09  |
| 8.  | You Don't Know (tiré de Eminem Presents: The Re-Up)        | Eminem, Luis Resto             | Eminem, 50 Cent, Ca$his, Lloyd Banks                   | 4:17  |
| 9.  | My Band (tiré de D12 World)                                | Eminem                         | D12                                                    | 4:58  |
| 10. | Wanna Know (tiré de Second Round's on Me)                  | Emile Haynie                   | Obie Trice                                             | 4:03  |
| 11. | Wanksta (tiré de 8 Mile Soundtrack)                        | J-Praize                       | 50 Cent                                                | 3:44  |
| 12. | The Setup (tiré de Cheers)                                 | Dr. Dre, Mike Elizondo         | Obie Trice feat. Nate Dogg                             | 3:13  |
| 13. | In da Club (tiré de Get Rich or Die Tryin’)                | Dr. Dre, Mike Elizondo         | 50 Cent                                                | 3:12  |
| 14. | Fight Music (tiré de Devil's Night)                        | Dr. Dre, Scott Storch          | D12                                                    | 4:21  |
| 15. | Pop the Trunk (tiré de Trunk Muzik 0-60)                   | WillPower                      | Yelawolf                                               | 3:48  |
| 16. | Lose Yourself (original demo version - titre bonus)        | Eminem, Jeff Bass, Luis Resto  | Eminem                                                 | 3:00  |

| 17. | Don't Front | Eminem feat. Buckshot | 4:46 |

## Samples
CD1
- Shady XV contient un sample de My Kinda Lover de Billy Squier[1]
- Down contient un sample de Going Down de Freddie King
- Twisted contient un sample de Synthetic Substition de Melvin Bliss
- Detroit vs. Everybody contient des samples de Funky Drummer de James Brown et Static of the Frequency de Peter Beveridge

CD2
- I Get Money contient un sample de Top Billin’ d'Audio Two[1]
- Cry Now contient un sample de Blind Man de Bobby Blue Bland
- Hammer Dance contient un sample de Falling Away from Me de KoЯn
- Wanna Know contient un sample de It Couldn't be me de Power of Zeus

## Certifications
| Pays              | Certification | Unités certifiées |
| ----------------- | ------------- | ----------------- |
| États-Unis (RIAA) | Or            | 500 000           |